# Kiyoshi Kimura

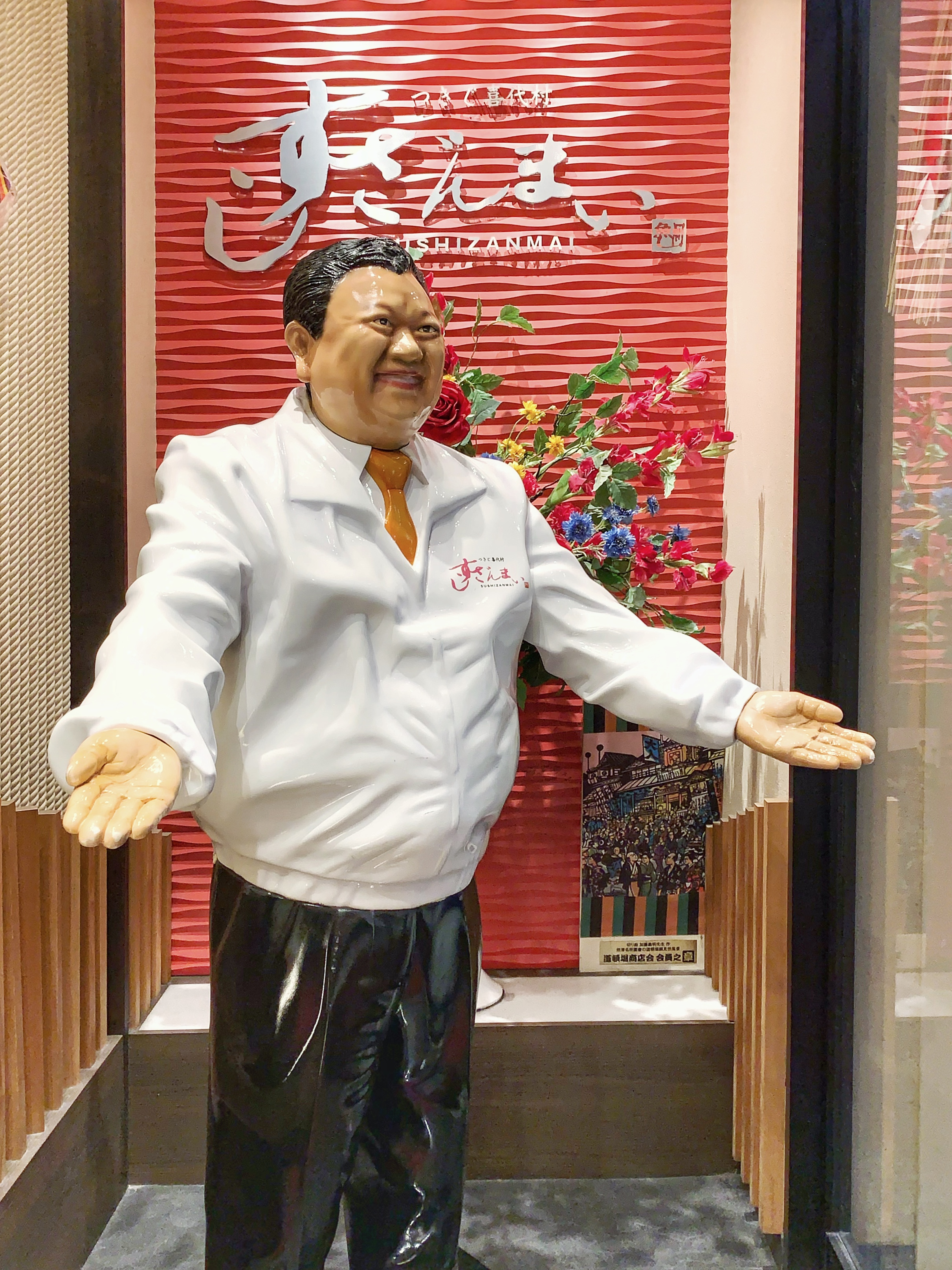
Estátua de Kiyoshi Kimura

Kiyoshi Kimura (19 de abril de 1952) é um empresário japonês conhecido como o "Rei do Atum" do Japão.  Kimura é o chefe da Kiyomura Corporation, que administra a rede de restaurantes Sushi Zanmai.  Em janeiro de 2019, Kimura pagou um recorde de de 333 milhões de ienes (cerca de 17.358.726 reais na atual cotação) por um atum azul de 278 kg e deu o maior lance no leilão de atum realizado no ano novo japonês em oito dos últimos nove anos.